# Commozione cerebrale
La commozione cerebrale è la più comune forma di compromissione transitoria dell'attività funzionale del cervello. Quando è di natura traumatica, si parla anche di concussione cerebrale (dal latino concussus, passato di concutĕre: "tremare, scuotere violentemente"). Le locuzioni lieve lesione cerebrale, lieve lesione cerebrale traumatica, lieve trauma cranico e trauma cranico minore, possono essere utilizzati con lo stesso significato, anche se l'ultimo viene spesso trattato come una categoria ristretta. La commozione cerebrale viene spesso definita come un trauma al cranio con una temporanea perdita della funzione cerebrale, accompagnata da una varietà di sintomi fisici, cognitivi ed emotivi, i quali possono anche risultare talmente poco evidenti da non essere riconosciuti facilmente.
Il trattamento prevede il monitoraggio e il riposo fisico e cognitivo (riduzione di alcune attività come il lavoro, lo studio, giocare con i videogiochi e scrivere testi). I sintomi di solito si risolvono entro tre settimane, anche se possono persistere o possono verificarsi complicazioni.
Sembra che coloro che hanno subito una commozione cerebrale siano più sensibili a un altro evento di tale genere, soprattutto se il nuovo infortunio si verifica prima che i sintomi del primo siano stati completamente risolti. Si riscontra anche un processo progressivo negativo per il quale gli impatti più piccoli provocano la stessa gravità dei sintomi di quelli maggiori. Traumi ripetuti possono aumentare il rischio in età avanzata di insorgenza di demenza, malattia di Parkinson e/o depressione.
Una varietà di segni accompagnano la concussione: somatici (come il mal di testa), cognitivi (un generale senso di "annebbiamento"), emotivi (espressi in una mutevolezza emozionale), segni fisici (come la perdita di coscienza o amnesia), alterazioni del comportamento (come l'irritabilità), deterioramento cognitivo (ad esempio tempi di reazione rallentati) e/o disturbi del sonno. Meno del 10% delle commozioni cerebrali che si verificano nei bambini in seguito ad attività sportive sono associate alla perdita di coscienza.
Per via delle diverse definizioni e della sottostima dei casi, il tasso di commozioni cerebrali che si verifica ogni anno non è noto con precisione, ma è valutato oltre 6 casi ogni 1 000 persone. Le cause più comuni sono lesioni dovute ad attività sportive e agli incidenti stradali: quest'ultima risulta essere la causa più frequente tra gli adulti. Oltre a un trauma alla testa, la commozione cerebrale può essere causata dalle forze di accelerazione, senza che vi sia un impatto diretto; negli scenari di guerra, ad esempio, può essere una potenziale conseguenza di esplosioni avvenute nelle vicinanze.
Non è esattamente chiarito come si verifichi il danno e quali siano le cause dei sintomi, ma si ritiene che siano coinvolti lo stiramento degli assoni e le alterazioni nei canali ionici. Tramite esami di imaging biomedico, come la tomografia computerizzata o la risonanza magnetica, sono stati riscontrati danni a livello cellulare nel cervello di pazienti che hanno subito una commozione cerebrale, tuttavia ciò potrebbe essere dovuto ad artefatti dell'immagine. Si ritiene che fattori strutturali e neuropsichiatrici possano essere entrambi responsabili degli effetti della commozione cerebrale.

## Storia

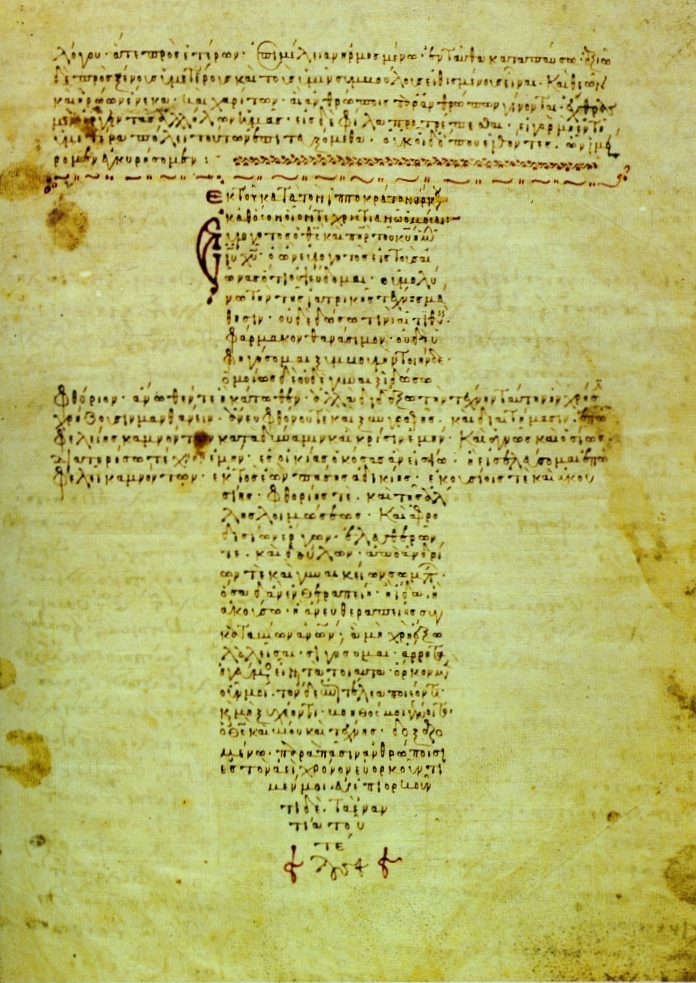
Il Corpus Hippocraticum menziona la commozione cerebrale

Il Corpus Hippocraticum, una raccolta di scritti di medicina risalenti all'antica Grecia, menziona la commozione, poi tradotta in commotio cerebri, e descrive la perdita della parola, dell'udito e della vista che può derivare dalla "commozione cerebrale". Il concetto di interruzione della funzione cerebrale dovuta allo "scotimento del cervello" è rimasto ampiamente accettato fino al XIX secolo.
Il medico persiano Rhazes fu il primo a descrivere la commozione, nel X secolo d.C., differenziandola da altri tipi di trauma cranico. Si ritiene che egli possa essere stato il primo a usare il termine "commozione cerebrale", e la sua definizione della condizione, ossia una perdita transitoria della funzione senza danno fisico, ha posto le basi per la comprensione medica della patologia per secoli.
Nel XIII secolo, nell'opera Chirurgia Magna del medico Lanfranco da Milano, si parla di scotimento al cervello come "commozione", riconoscendo anche una differenza tra la commozione cerebrale e altri tipi di lesioni cerebrali traumatiche, sottolineando la transitorietà dei sintomi post-commotivi. Nel XIV secolo il chirurgo Guy de Chauliac evidenziò la prognosi relativamente buona della commozione cerebrale rispetto ai più gravi tipi di trauma cranico, come le fratture della scatola cranica e i traumi penetranti del cranio. Nel XVI secolo, il termine "concussione" entrò nell'uso comune e vennero descritti i sintomi a esso correlati, come la confusione, la letargia e problemi di memoria. Nello stesso secolo, il medico Ambroise Paré utilizzò il termine commotio cerebri, così come "agitazione del cervello", "commozione", e "sbattimento". È del 1518 la descrizione di Berengario da Carpi di una lesione cerebrale senza fratture o emorragie, che chiama commotio cerebri; sessant'anni più tardi Girolamo Fabrici d'Acquapendente correlerà questa condizione con l'insorgenza di letargia e vertigine, sconsigliando il ricorso alla chirurgia.

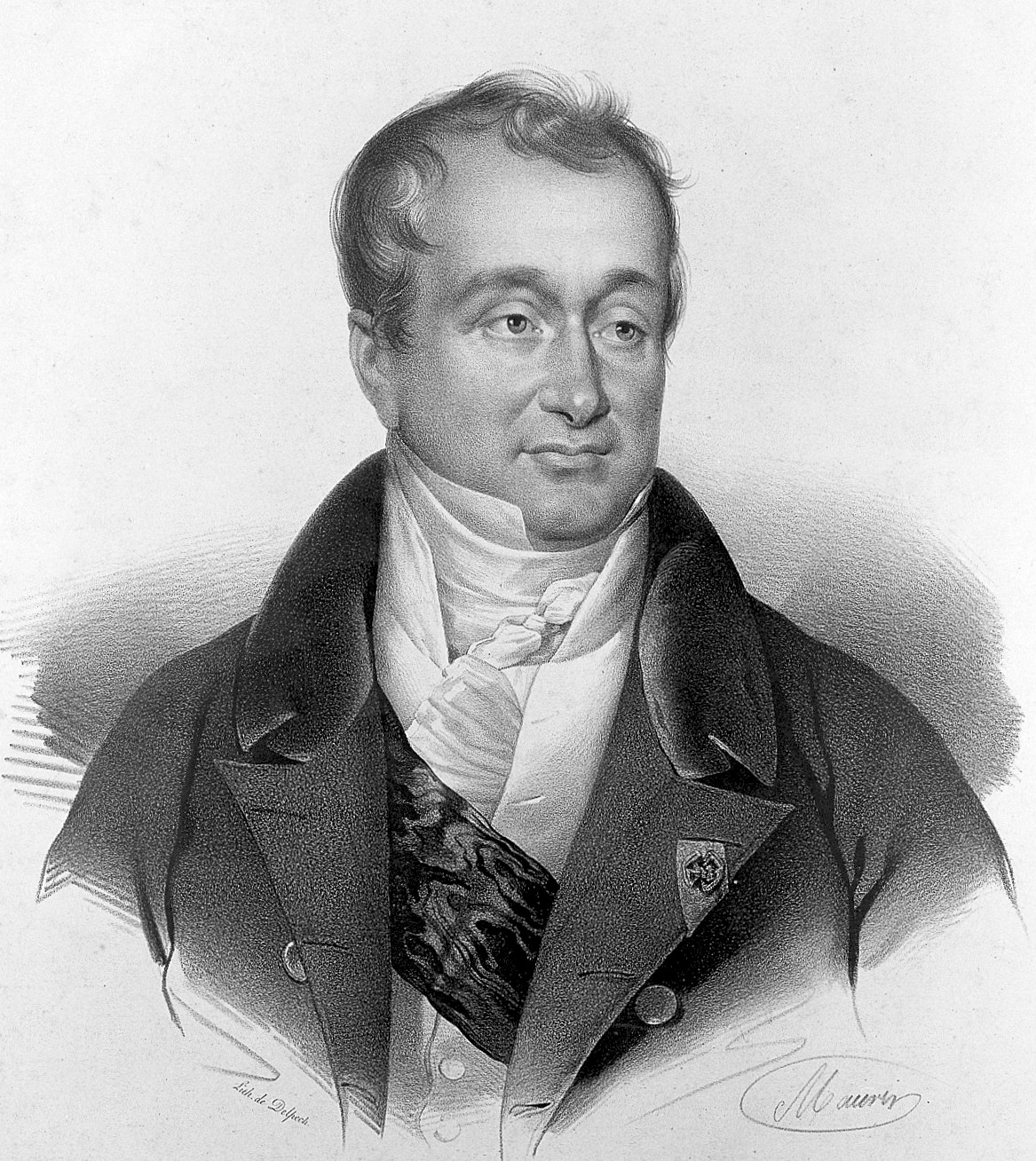
Guillaume Dupuytren fece una distinzione tra la commozione cerebrale e la perdita di coscienza associata alla contusione cerebrale

Fino al XVII secolo, la commozione cerebrale veniva solitamente descritta per mezzo delle sue caratteristiche cliniche, ma in seguito all'invenzione del microscopio più ricercatori iniziarono a esplorare i meccanismi fisici e strutturali di fondo. Nonostante ciò, l'opinione prevalente del tempo fu che la condizione non fosse risultante da danni fisici; questo punto di vista continuò a essere largamente diffuso per tutto il XVIII secolo. In quegli anni, il termine "concussione" venne utilizzato per descrivere i problemi funzionali conseguenti all'incidente, valutati come una condizione patologica piuttosto che fisiologica. La percezione della condizione a quel tempo può essere compresa nelle parole del medico scozzese John Bell: "...La concussione è... un disturbo inconcepibile del cervello che qualche volta sussegue un colpo".
Nel 1839, Guillaume Dupuytren descrisse contusioni cerebrali che comportavano molte piccole emorragie, chiamandole contusio cerebri, e mostrando la differenza tra incoscienza associata ai danni al parenchima cerebrale e quella dovuta al trauma cranico senza un tale danno. Nel 1941, esperimenti sugli animali hanno mostrato che, nella commozione cerebrale, non si verifica nessun danno macroscopico.

## Epidemiologia

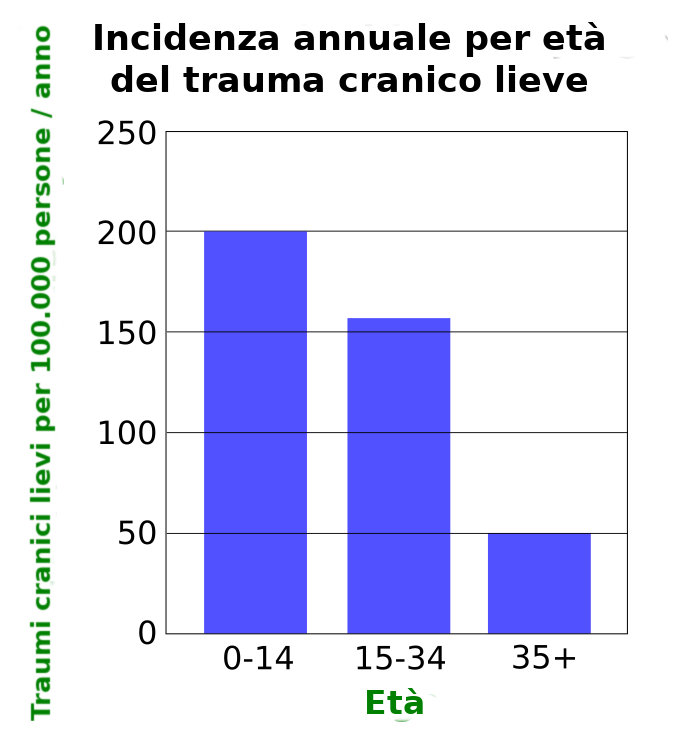
L'incidenza annuale del trauma cranico lieve per fascia di età in Canada

La maggior parte dei casi di commozione cerebrale sono conseguenti a traumi. Uno studio dell'Organizzazione mondiale della sanità stima che tra il 70% e il 90% delle lesioni al cranio che ricevono un trattamento medico sono di lieve entità. Studi sull'epidemiologia dei traumi cranici minori hanno dimostrato un tasso di trattamento ospedaliero di 1-3 casi per 1 000 persone. Tuttavia, per via delle numerose segnalazioni non effettuate e per le diverse definizioni di commozione cerebrale che si hanno nel mondo, è difficile stimare quanto la condizione sia frequente. Le stime dell'incidenza della commozione cerebrale possono essere artificialmente basse, in parte dovute alla mancanza di accesso alle cure mediche in alcune zone del mondo: almeno il 25% di chi subisce un trauma cranico non riesce poi a ottenere una valutazione medica.
I bambini piccoli presentano la più alta incidenza di commozione cerebrale tra tutti i gruppi di età. Tuttavia, la maggior parte delle persone che subiscono un trauma cranico sono i giovani adulti. Uno studio canadese ha mostrato che l'incidenza annuale delle commozioni cerebrali è più bassa nei gruppi di età più avanzata (si veda il grafico a destra). Gli studi suggeriscono che i maschi hanno circa il doppio del rischio rispetto alle femmine, tuttavia, le atlete possono correre un rischio più alto di commozione cerebrale rispetto ai loro colleghi maschi.
Fino al 5% degli infortuni sportivi sono classificabili come commozioni cerebrali. Il centro per la prevenzione e il controllo delle malattie (CDC) statunitense stima che ogni anno negli Stati Uniti si verificano 300 000 commozioni cerebrali legate allo sport, ma questo numero comprende solo gli atleti che hanno perso coscienza. Dal momento che si ritiene che la perdita di coscienza si verifichi in meno del 10% dei traumi, la stima del CDC è probabilmente molto inferiore al numero reale. Gli sport in cui la commozione cerebrale è particolarmente frequente sono il calcio e il pugilato. Per quest'ultima disciplina tale infortunio è così frequente che diverse associazioni mediche, tra cui l'American Academy of Neurology e la World Medical Association, hanno avanzato proposte per vietarlo.
A causa della mancanza di una sua definizione coerente, i costi economici dovuti alla commozione cerebrale, in parte dovuti alla grande percentuale di ricoveri ospedalieri conseguenti al trauma cranico lieve, non sono stabilibili con precisione, ma si stima che possano essere molto elevati.
Per la maggior parte si tratta di costi indiretti, come il tempo di lavoro perso e il pensionamento anticipato. Questi costi diretti e indiretti portano i costi per i traumi cerebrali lievi a essere comparabili con quelli delle lesioni moderate e gravi.

## Eziologia

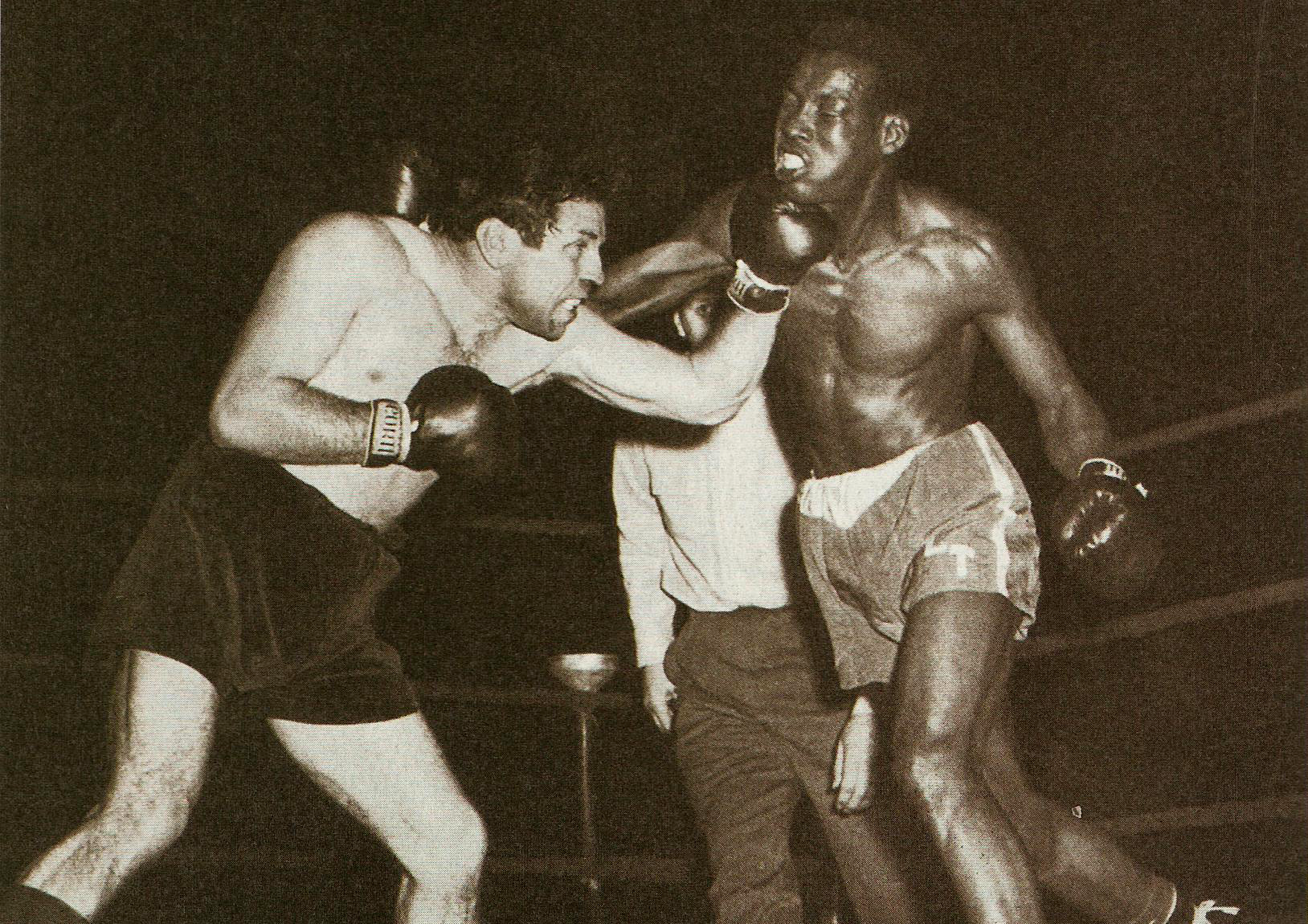
Le forze rotazionali sono fondamentali come causa della commozione cerebrale. I pugni nella boxe possono procurare forze rotazionali importanti alla testa in misura maggiore rispetto ai tipici impatti del football americano.

Il cervello è circondato dal liquido cerebrospinale che lo protegge dai traumi lievi. Gli impatti più gravi, o le forze associate a una rapida accelerazione, non possono essere comunque assorbiti da questo "cuscino". Una commozione cerebrale può essere causata da forze successive a un impatto del cranio oppure quando il cervello viene sottoposto a forze impulsive che lo fanno muovere senza essere direttamente soggetto a un trauma (per esempio, quando il torace urta qualcosa e la testa scatta in avanti).
Le forze agenti possono manifestarsi con un movimento lineare, rotazionale o angolare del cervello, o con una combinazione di questi. Nel caso di un movimento rotazionale la testa gira attorno al suo centro di gravità, nel movimento angolare gira su un asse che non attraversa il suo centro di gravità. Nei casi di commozione cerebrale la forza rotazionale è ritenuta la componente principale che ne determina la gravità. Studi effettuati su atleti hanno dimostrato che la quantità di forza e la posizione dell'impatto non sono, tuttavia, necessariamente correlati con la gravità del trauma cranico o dei suoi sintomi.
Le parti del cervello più colpite dalle forze rotazionali sono il mesencefalo e il diencefalo. Si ritiene che le forze del trauma possano compromettere le normali attività cellulari nel sistema reticolare attivatore ascendente che trova in queste porzioni l'attivazione; tale compromissione può portare alla perdita di coscienza che si riscontra frequentemente nella commozione cerebrale. Altre aree del cervello che possono essere influenzate sono la parte superiore del tronco cerebrale, il fornice, il corpo calloso, il lobo temporale e il lobo frontale. Si stima che per accelerazioni angolari di 4600, 5900 o 7900 rad/s2 vi è un rischio di incorrere in una commozione cerebrale rispettivamente del 25%, 50% e 80%.

## Fisiopatologia

Schema che illustra la neurotrasmissione. Il neurone presinaptico (in alto) rilascia un neurotrasmettitore che attiva i recettori sulla cellula postsinaptica (in basso).

La commozione cerebrale comporta una diffusa lesione cerebrale (al contrario di una di tipo focale), il che significa che la disfunzione si verifica su una vasta area del cervello, piuttosto che in un punto particolare. Si pensa comunque che il danno assonale sia più circoscritto, poiché lo stiramento provocherebbe lesioni meno estese degli assoni.
Sia negli animali sia negli esseri umani la commozione cerebrale può alterare la fisiologia del cervello per ore o per anni, mettendo in moto una serie di eventi patologici. Anche se si ritiene che questi eventi possano interferire con l'attività neuronale e con la funzione del cervello, i processi metabolici che seguono la commozione cerebrale sono reversibili nella grande maggioranza dei neuroni colpiti; tuttavia, alcune cellule possono morire dopo l'infortunio.
Si è osservato su modelli animali che si verifica un iniziale aumento nel metabolismo del glucosio, seguito da uno stato metabolico ridotto, che può persistere fino a quattro settimane dopo la lesione. Tra gli eventi "a cascata" che incorrono nel cervello a seguito di una commozione vi è una compromissione della neurotrasmissione, una perdita della regolazione degli ioni, una modificazione nel consumo di energia e nel metabolismo cellulare e una riduzione del flusso sanguigno cerebrale. Alcuni neurotrasmettitori eccitatori, prodotti chimici come l'acido glutammico che servono per stimolare le cellule nervose, vengono rilasciati in quantità eccessive; l'eccitazione cellulare risultante fa sì che i neuroni raggiungano più velocemente il potenziale d'azione. Questo crea uno squilibrio di ioni, quali quelli del potassio e del calcio, attraverso le membrane cellulari dei neuroni (un processo noto come eccitotossicità).
Allo stesso tempo, il flusso sanguigno cerebrale appare, per ragioni sconosciute, relativamente ridotto. Nonostante tale riduzione non sia così grave come nel caso di una ischemia, le cellule ricevono comunque meno glucosio rispetto al normale, causando una "crisi energetica".
Contemporaneamente a questi processi l'attività dei mitocondri può apparire ridotta, e ciò induce le cellule a fare affidamento sul metabolismo anaerobico per produrre energia, con conseguente crescita dei livelli di lattato come sottoprodotto.
Per un periodo che può andare da alcuni minuti a giorni dopo una commozione cerebrale, il cervello risulta particolarmente vulnerabile ai cambiamenti nella pressione intracranica, ad alterazioni del flusso di sangue e a momenti di anossia. Secondo gli studi condotti su animali (che non sempre sono applicabili per gli esseri umani), un gran numero di neuroni possono morire durante questo periodo, in risposta a lievi variazioni, normalmente innocue nel flusso sanguigno.

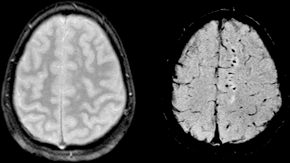
Immagine dell'encefalo ottenuta tramite risonanza magnetica in un caso di danno assonale diffuso

Gli studi sui primati hanno rivelato danni ai tessuti cerebrali come piccole petecchie emorragiche e danno assonale. Il danno assonale è stato trovato, postmortem, anche nel cervello di persone con commozione cerebrale che sono decedute per altre cause, sebbene un inadeguato flusso sanguigno al cervello dovuto ad altri motivi possa aver contribuito a ciò. Uno studio che ha analizzato lo stato del tessuto cerebrale di atleti di football americano deceduti e che avevano accusato almeno una commozione cerebrale quando erano in vita, ha suggerito che un danno permanente possa essere stato causato da questi eventi. Questo danno, la cui gravità aumenta con il numero cumulativo di commozioni cerebrali subite, può portare a una serie di altri problemi di salute.
Il dibattito se la commozione cerebrale sia un fenomeno funzionale o strutturale è in corso. Un danno strutturale è stato trovato nel cervello lievemente traumatizzato di animali, ma non è chiaro se questi risultati si possano applicare anche per gli esseri umani. Tale cambiamento nella struttura del cervello potrebbe essere responsabile di alcuni sintomi, come i disturbi visivi, ma anche di altri tipi, in particolare quelli di natura psicologica e psichiatrica dovuti all'alterazione biochimica dei neuroni. Questi cambiamenti potrebbero spiegare perché i sintomi sono spesso temporanei. Durante un simposio tenutosi nel 2001, un gruppo di esperti di trauma cranico ha asserito che "La commozione cerebrale può causare cambiamenti neuropatologici, ma la clinica acuta dei sintomi riflette in gran parte un disturbo funzionale piuttosto che un danno strutturale."

## Clinica

### Segni e sintomi
La commozione cerebrale è associata a una varietà di sintomi, che in genere si verificano rapidamente dopo l'evento traumatico; solitamente essi regrediscono entro pochi giorni o settimane. Il numero e il tipo di sintomi che colpiscono un individuo varia ampiamente da caso a caso.

#### Sintomi fisici
La cefalea è il sintomo più comune nelle commozioni cerebrali. Possono comparire inoltre vertigini, vomito, nausea, mancanza di coordinazione motoria, difficoltà a mantenere l'equilibrio e diminuzione o assenza della sensibilità ai diversi stimoli e della mobilità sia volontaria sia involontaria. I sintomi visivi comprendono sensibilità alla luce, visione di luci, visione offuscata e diplopia. Si riscontra frequentemente anche acufene o un ronzio nelle orecchie. In circa un caso ogni settanta commozioni cerebrali, si riscontrano convulsioni commotive. Tuttavia, gli attacchi epilettici che si verificano durante o immediatamente dopo una commozione cerebrale non sono considerate "convulsioni post-traumatiche" e, a differenza di queste, non sono predittive di epilessia post-traumatica, bensì più probabilmente sono dovute a una qualche forma di danno strutturale del cervello. Si ritiene che le convulsioni commotive siano il risultato di una perdita temporanea, o dell'inibizione, della funzione motoria e non sono associate all'epilessia o a più gravi danni strutturali. Inoltre non sono correlate a particolari condizioni postume e hanno lo stesso elevato tasso di esiti favorevoli delle commozioni cerebrali senza convulsioni.

#### Sintomi cognitivi ed emotivi
I sintomi cognitivi comprendono confusione, disorientamento e difficoltà nell'attenzione. Si può verificare una perdita di coscienza parziale o totale ma, se questa è di breve durata, non è necessariamente correlata con la gravità del trauma cranico. L'amnesia retrograda post-traumatica è un segno distintivo della commozione cerebrale. La confusione, un altro segno distintivo, può essere immediatamente presente o può presentarsi dopo alcuni minuti. Una persona con commozione cerebrale può ripetere le stesse domande, essere lenta a rispondere, avere uno sguardo vacante o intraprendere un discorso incoerente. Altri sintomi includono cambiamenti nel sonno e difficoltà nel ragionamento, nella concentrazione e nell'esecuzione delle attività quotidiane.
La commozione cerebrale può portare a cambiamenti di umore, tra cui irritabilità, perdita di interesse nelle attività preferite, pianto e manifestazioni di emozione inappropriate alla situazione. I sintomi più comuni nei bambini includono irrequietezza, letargia e irritabilità.

### Classificazione
Al 2018 non vi è nessuna singola definizione di commozione cerebrale, trauma cranico minore o lieve lesione cerebrale traumatica, universalmente accettata. Nel 2001, un simposio internazionale sulle commozioni cerebrali nello sport l'ha definita come "un processo fisiopatologico complesso che colpisce il cervello, indotto da forze biomeccaniche traumatiche". Si è convenuto sia che la commozione cerebrale in genere comporta la compromissione temporanea della funzione neurologica che guarisce da sola nel tempo sia che gli esami di neuroimaging normalmente non mostrano particolari alterazioni della struttura del cervello. Nonostante secondo la definizione classica non si verifichi alcun danno cerebrale strutturale, alcuni ricercatori hanno incluso casi nei quali si sono avuti alcuni danni e il National Institute for Health and Care Excellence ha incluso anche l'interruzione fisiologica o fisica nelle sinapsi del cervello.
Sebbene storicamente la definizione di commozione cerebrale presupponesse una perdita di coscienza, oggi questa si è evoluta nel tempo includendo un cambiamento nello stato di coscienza, come ad esempio l'amnesia, anche se il dibattito sull'inclusione o meno all'interno della definizione solo di quelle lesioni in cui si verifica una effettiva perdita di coscienza continua tutt'oggi. Queste due diverse visioni riemergono quando vi sono episodi che coinvolgono la perdita di coscienza e vengono classificati come più gravi rispetto a quelli in cui ciò non avviene.
La definizione di lievi lesioni cerebrali traumatiche era incoerente fino a che la International Classification of Diseases (ICD-10) dell'Organizzazione mondiale della sanità ha fornito una autorevole definizione coerente nel 1992. Da allora, varie organizzazioni, come l'American Congress of Rehabilitation Medicine e la American Psychiatric Association nel suo Manuale diagnostico e statistico dei disturbi mentali ha definito i traumi commotivi cerebrali come una combinazione di perdita di coscienza, amnesia post-traumatica e una valutazione della Glasgow Coma Scale.
Il "trauma cranico minore" e la "commozione cerebrale" sono spesso considerati sinonimi nella letteratura medica, ma altre lesioni, come le emorragie intracraniche (ad esempio l'ematoma intra-assiale, l'ematoma epidurale e l'ematoma subdurale) non sono necessariamente precluse nella definizione di "trauma cranico minore", o "lieve lesione cerebrale", come lo sono nella commozione cerebrale. Il trauma cranico minore è correlato con reperti di neuroimaging anormali e possono essere considerati come "traumi cranici minori con complicazioni". La "commozione" può essere considerata come uno stato in cui la funzione del cervello è compromessa temporaneamente.

#### Sistemi di classificazione
Vi sono, al 2006, almeno 41 sistemi utilizzati per misurare la gravità, o il grado, di un trauma cranico lieve, e non vi è accordo quale di essi sia il migliore. Nel tentativo di semplificare, la II conferenza internazionale sulla commozione cerebrale nello sport tenutasi a Praga nel 2004 ha stabilito che tali sistemi dovrebbero essere abbandonati in favore di una classificazione "semplice" o "complessa". Tuttavia, la riunione del 2008 a Zurigo ha deciso di preferire la terminologia semplice rispetto a quella complessa, nonostante che i partecipanti fossero d'accordo nel mantenere il concetto che la maggior parte dei casi (80-90%) si risolvono in breve periodo (7-10 giorni) anche se il periodo di recupero può essere più lungo nei bambini e negli adolescenti.
Tra i sistemi di classificazione, tre sono stati i più frequentemente utilizzati: si tratta di quelli formulati da Robert Cantu, dalla Società Medica del Colorado, e dalla American Academy of Neurology. Ogni classificazione utilizza tre gradi, come riassunto nella tabella seguente:
| Linea guida                   | I grado                                                                    | II grado                                                               | III grado                                                        |
| ----------------------------- | -------------------------------------------------------------------------- | ---------------------------------------------------------------------- | ---------------------------------------------------------------- |
| Cantu                         | Amnesia post-traumatica <30 minuti, nessuna perdita di coscienza           | Perdita di coscienza <5 minuti o amnesia lunga almeno 30 minuti–24 ore | Perdita di coscienza >5 minuti o amnesia >24 ore                 |
| Colorado Medical Society      | Confusione, nessuna perdita di coscienza                                   | Confusione, amnesia post-traumatica, nessuna perdita di coscienza      | Qualsiasi perdita di coscienza                                   |
| American Academy of Neurology | Confusione, scomparsa dei sintomi <15 minuti, nessuna perdita di coscienza | Scomparsa dei sintomi >15 minuti, nessuna perdita di coscienza         | Perdita di coscienza (IIIa, per alcuni secondi, IIIb per minuti) |

## Diagnosi
| Red flag                                    |
| ------------------------------------------- |
| Convulsioni                                 |
| Mal di testa in peggioramento               |
| Difficoltà nello svegliarsi                 |
| Visione doppia                              |
| Difficoltà nel riconoscere persone e luoghi |
| Vomito ripetuto                             |
| Deficit neurologici focali                  |
| Atteggiamento non usuale                    |

A seguito di un trauma cranico la prima valutazione che viene fatta sul paziente è finalizzata a escludere una più grave emergenza medica, come ad esempio una emorragia intracranica. Ciò include una valutazione "ABC" (vie aeree, respirazione, circolazione) e la stabilizzazione del rachide cervicale, presumendo che questo possa essere coinvolto. Indicazioni per valutazioni più accurate comprendono un peggioramento dei sintomi, come il mal di testa, vomito persistente, crescente disorientamento o peggioramento del livello di deterioramento della coscienza, convulsioni e dimensioni disuguali della pupilla. A coloro che accusano tali sintomi, o a chi è a più alto rischio di lesione cerebrale grave, può essere consigliato sottoporsi a indagini di imaging biomedico cerebrale al fine di rilevare eventuali lesioni; questi soggetti frequentemente vengono posti in osservazione per 24-48 ore. In generale il ricorso alla tomografia computerizzata (TC) o alla risonanza magnetica (RM) dovrebbe essere evitato, a meno che non vi siano sintomi neurologici progressivi, deficit neurologici focali o il sospetto di una possibile frattura del cranio. Tuttavia la trattografia a risonanza magnetica può risultare utile, in alcuni casi, per approfondire la situazione e, in particolar modo, per la valutazione della sindrome da secondo.
La diagnosi di commozione cerebrale si basa su riscontri fisici e neurologici, sulla durata del periodo di incoscienza (solitamente inferiore a 30 minuti) e dell'amnesia post-traumatica (meno di 24 ore) e sul punteggio della Glasgow Coma Scale (chi ha subito una commozione cerebrale presenta punteggi tra 13 e 15). Esistono test neuropsicologici per misurare la funzione cognitiva che possono essere effettuati nei giorni o settimane successive all'evento traumatico oppure in tempi diversi per accertare il decorso. A partir dai primi anni del 2000, al fine di stabilire la progressione della condizione nel paziente, si è iniziato a utilizzare la valutazione della compromissione metabolica dei neuroni dopo all'evento traumatico e il loro recupero successivo, tramite spettroscopia di risonanza magnetica nucleare. Queste tecnica, realizzabile tramite un'apparecchiatura ad alto campo per la risonanza magnetica tradizionale e particolari software, permette di valutare le concentrazioni di alcuni metaboliti cerebrali e di dimostrare come tali livelli cambiano tra le aree sane e tra quelle colpite. Tra i metaboliti comunemente analizzati vi sono l'N-Acetil-Aspartato (NAA), la colina (Cho) e la creatina (Cr).

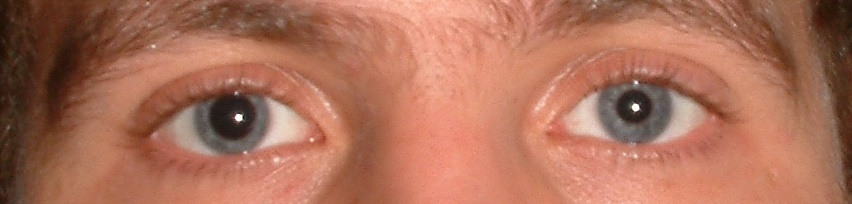
Le pupille di diverso diametro sono il segnale di un possibile danno cerebrale più grave della commozione cerebrale

Se a due ore dall'evento la Glasgow Coma Scale è inferiore a 15, o inferiore a 14 in qualsiasi momento, si raccomanda l'esecuzione di una tomografia computerizzata (TC). La TC può essere inoltre richiesta se non è possibile assicurare un adeguato periodo di osservazione dopo l'evento o è presente una concomitante intossicazione, o si sospetta un aumento del rischio di sanguinamento, o il paziente è di età superiore ai 60 anni o inferiore ai 16. La maggior parte dei traumi senza complicazioni non presentano alcuna anomalia visibile con la risonanza magnetica o con la TC. Tuttavia, sono stati riportati alcuni cambiamenti alla risonanza magnetica e alla SPECT in coloro che hanno subito un trauma cranico e hanno una TC normale, mentre la sindrome post-commozione cerebrale può essere associata ad anomalie visibili sulla SPECT e sulla PET. In certi casi un trauma cranico lieve potrebbe manifestarsi con letture anormali di elettroencefalogramma. Nel 2018, negli Stati Uniti, è stato approvato il Brain Trauma Indicator, un esame del sangue che potrebbe essere in grado di escludere il rischio di emorragia intracranica e quindi la necessità di ricorrere a una TC.
La commozione cerebrale può essere sotto-diagnosticata a causa della mancanza di segni e sintomi evidenti, mentre gli atleti possono minimizzare l'evento allo scopo di non dover abbandonare una gara. Un'indagine retrospettiva del 2005 ha suggerito che oltre l'88% dei traumi non vengono riconosciuti.
La diagnosi può essere complessa, poiché la commozione cerebrale condivide i sintomi con altre condizioni. Ad esempio, alcuni sintomi della post-commozione cerebrale, come problemi cognitivi, possono essere attribuiti erroneamente a lesioni cerebrali quando, in realtà, sono dovuti al disturbo da stress post-traumatico.

## Trattamento

Nella maggior parte dei casi i sintomi della commozione cerebrale si risolvono in poche settimane grazie al riposo e, tutt'al più, con l'assunzione di paracetamolo (qui la rappresentazione della molecola) per lenire il dolore

Dopo aver escluso lesioni al rachide cervicale, è necessario eseguire un periodo di osservazione continuato per alcune ore. Se si presentano vomito ripetuto, peggioramento del mal di testa, vertigini, crisi epilettiche, sonnolenza eccessiva, visione doppia, difficoltà a parlare, instabilità nella deambulazione o debolezza o intorpidimento in braccia o gambe, sviluppo di segni di frattura della base cranica, è necessario valutare un urgente ricovero in un reparto ospedaliero di emergenza. Non esiste ancora un consenso sul corretto comportamento da tenere al termine del periodo di osservazione, ovvero se sia necessario svegliare la persona più volte durante la prima notte, come tradizionalmente è stato fatto, o se vi sia più beneficio nel sonno ininterrotto.
Il riposo fisico e cognitivo deve essere protratto fino a quando tutti i sintomi si siano risolti: la maggior parte di essi (80%-90%) scompare in sette-dieci giorni, anche se il tempo di recupero può essere più lungo nei bambini e negli adolescenti. Il riposo cognitivo comprende la riduzione delle attività che richiedono concentrazione e attenzione, come lo studio, i videogiochi e la scrittura dei messaggi di testo. È stato suggerito che anche la lettura di svago possa peggiorare i sintomi nei bambini e negli adolescenti.
A coloro che hanno subito una commozione cerebrale viene dunque generalmente prescritto un periodo di riposo, con un adeguato sonno notturno e attività lieve durante il giorno. Ciò deve proseguire fino a quando non vi sia la scomparsa dei sintomi evidenti per poi fare un graduale ritorno alle normali attività. Fornire adeguate indicazioni circa i sintomi, la loro gestione e il loro decorso temporale può portare a risultati migliori.
Per le persone che praticano atletica, lo Zurich Consensus Statement on Concussion in Sport del 2008 raccomanda che i partecipanti alle prove sportive siano privi di sintomi. Dopo un evento commotivo si consiglia agli atleti di osservare una serie di passaggi graduali:
- riposo fisico e cognitivo completo,
- attività aerobica leggera (meno del 70% della frequenza cardiaca massima),
- attività sportiva, come jogging o pattinaggio
- esercizi senza contatto (esercizio fisico, coordinazione e carico cognitivo),
- allenamento con contatto,
- pratica con contatto.

Solo quando si è senza sintomi per 24 ore si dovrebbe progredire verso la fase successiva. Nel caso si presentino sintomi, la persona dovrebbe ritornare al livello precedente e attendere di diventare asintomatico per almeno altre 24 ore.
Per il trattamento dei disturbi del sonno e della depressione possono essere prescritti farmaci, mentre analgesici, come l'ibuprofene, sono indicati per il trattamento del mal di testa, con il paracetamolo preferito al fine di ridurre al minimo il rischio di emorragia intracranica. Alle persone che hanno avuto una commozione cerebrale si sconsiglia di assumere bevande alcoliche o altri farmaci che non siano stati approvati dal proprio medico, in quanto possono ostacolare la guarigione.
La fisioterapia può essere utile per risolvere persistenti problemi di equilibrio, mentre la terapia comportamentale cognitiva aiutare a gestire i cambiamenti di umore. Mancano prove a sostegno dell'ossigenoterapia iperbarica e della chiropratica.
Circa l'uno per cento delle persone che vengono trattate a seguito di una commozione cerebrale necessitano di un intervento chirurgico per una lesione cerebrale. L'attento monitoraggio dell'evoluzione della condizione rappresenta una parte importante del trattamento.
Le persone possono essere dimesse dopo il periodo di osservazione in ospedale o in pronto soccorso per essere affidate a una persona di fiducia, con l'indicazione di ritornare al centro di assistenza nel caso si manifesti un peggioramento dei sintomi o ne insorgano di nuovi che possono indicare una condizione emergente, come ad esempio: cambiamento nello stato di coscienza, convulsioni, forte mal di testa, debolezza alle estremità, vomito, sordità in una o entrambe le orecchie.

## Prognosi
Coloro che hanno avuto una commozione cerebrale sembrano essere più soggetti ad incorrere in un altro evento simile, in particolare se il nuovo infortunio si verifica prima che i sintomi del precedente siano completamente scomparsi. Per ragioni sconosciute, aver subito una commozione cerebrale aumenta significativamente il rischio per una persona di incorrere in un'altra.
La commozione cerebrale ha un tasso di mortalità pari quasi a zero. Nella maggior parte dei casi i sintomi si risolvono in poche settimane, ma alcuni problemi possono persistere più a lungo, anche se raramente essi divengono permanenti e il recupero è generalmente eccellente.
La prognosi globale per il recupero può essere influenzata da molti fattori che includono l'età al momento della lesione, le capacità intellettive, l'ambiente familiare, il sistema di sostegno sociale a disposizione, lo status professionale, le strategie di coping e la situazione finanziaria. Le persone oltre i 55 anni di età possono richiedere un tempo maggiore per guarire o possono recuperare in modo incompleto. Allo stesso modo, fattori come un trauma cranico precedente o condizioni mediche coesistenti si sono dimostrati come predittori di sintomi post-commotivi di più lunga durata. Altri fattori che possono allungare i tempi di recupero comprendono problemi psichiatrici, come l'abuso di sostanze o la depressione clinica, le cattive condizioni di salute antecedenti al danno o le lesioni aggiuntive dovute al danno e lo stress. Periodi più lunghi di amnesia o perdita di coscienza avvenuti subito dopo l'infortunio possono comportare tempi di recupero più lunghi dai sintomi residui. Altri fattori importanti includono la pratica di uno sport di contatto ad alta velocità, come calcio, rugby, hockey su ghiaccio, lacrosse... La prognosi può essere diversa tra adulti e bambini; le ricerche sulle commozioni cerebrali nei bambini sono scarse, ma c'è preoccupazione che i traumi gravi possano interferire con il loro sviluppo encefalico.
Uno studio del 2009 ha rivelato che gli individui che hanno subito più traumi potrebbero riscontrare un calo di prestazioni fisiche e mentali. Rispetto ai loro coetanei indenni da traumi cerebrali, chi ha subito una commozione cerebrale mostra effetti come la perdita di memoria episodica e una risposta ridotta dei muscoli. I traumi ripetuti possono aumentare il rischio in età avanzata di sviluppare demenza, malattia di Parkinson e depressione.

### La sindrome post-commozione cerebrale
Nella sindrome post-commotiva cerebrale, i sintomi possono presentarsi per settimane, mesi o anche anni e, occasionalmente, possono essere permanenti. In circa il 10%-20% dei casi si riportano sindromi post commozione cerebrale che durano oltre un mese. I sintomi possono includere mal di testa, vertigini, nausea, vomito, stanchezza, ansia, fotofobia, deficit di memoria e di concentrazione, problemi di sonno e di irritabilità. Per questa condizione non esiste un trattamento scientificamente provato, se non la raccomandazione di riposo, rimedio comunque dagli effetti limitati. I sintomi di solito scompaiono autonomamente in pochi mesi. A lungo si è dibattuto se la sindrome sia dovuta a danni strutturali o ad altri fattori, come ad esempio quelli psicologici, o a una combinazione di questi.

### Effetti cumulativi
Gli effetti cumulativi della commozione cerebrale sono poco conosciuti, soprattutto per quanto riguarda i bambini. La gravità dei traumi e dei loro sintomi può peggiorare nel caso di successive lesioni, anche se l'evento successivo si verifica dopo mesi o anni. I sintomi possono presentarsi più gravi e si possono verificare modifiche nella neurofisiologia dopo la terza commozione cerebrale. Studi effettuati su atleti vittime di commozioni cerebrali hanno portato a risultati contrastanti sulla eventualità che essi possano avere tempi di recupero più lunghi dopo traumi ripetuti e sulla possibilità che si verifichino effetti cumulativi, come una compromissione della conoscenza e della memoria.
Gli effetti cumulativi possono includere disturbi psichiatrici e perdita di memoria a lungo termine. Ad esempio, il rischio di sviluppare il disturbo depressivo è stato riscontrato essere significativamente maggiore nei giocatori di football americano ritirati con una storia di tre o più commozioni cerebrali rispetto a coloro che non ne hanno mai avuta nessuna. L'aver sperimentato tre o più commozioni è stato correlato con una probabilità maggiore di cinque volte di sviluppare la malattia di Alzheimer e del triplo di incorrere in deficit di memoria.

### Encefalopatia traumatica cronica

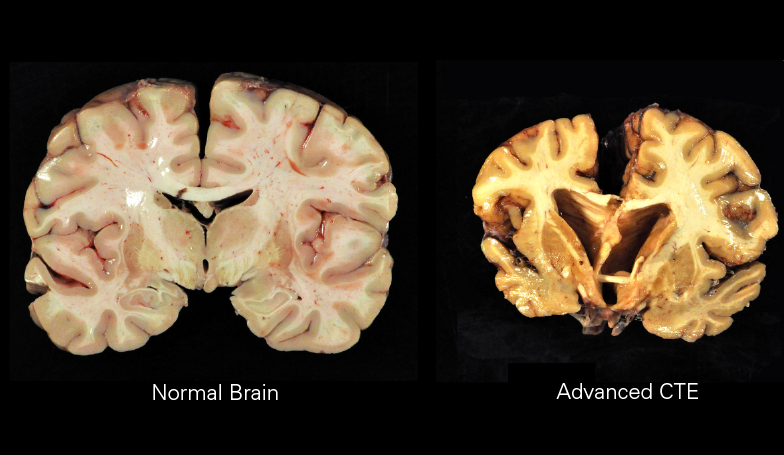
Confronto tra un cervello normale (a sinistra) e uno sofferente di encefalopatia traumatica cronica (a destra)

L'encefalopatia traumatica cronica è un esempio di danno cumulativo che può verificarsi come risultato di molteplici traumi o colpi meno gravi alla testa. La condizione è stata precedentemente indicata come "demenza pugilistica", essendo stata osservata dapprima nei pugili. La condizione può portare a handicap cognitivi e fisici, come problemi di parkinsonismo, disturbi del linguaggio e della memoria, rallentamento nell'elaborazione mentale, tremore, depressione e comportamento inappropriato. L'encefalopatia traumatica cronica condivide alcune caratteristiche della malattia di Alzheimer.
È stato riscontrato che taluni individui possano presentare predisposizioni genetiche per lo sviluppo di danni a seguito di un trauma cranico. Uno studio del 1997 ha evidenziato una correlazione tra il gene codificante l'apolipoproteina E epsilon-4 (apoE-e4), ritenuto responsabile anche dell'Alzheimer, e un rischio maggiore di sviluppo dell'encefalopatia epatica. Si prospetta che, con il progresso della biologia molecolare, si possa in futuro individuare fin da giovani gli atleti con predisposizioni per prognosi peggiori conseguenti a commozione cerebrale e indirizzarli verso attività sportive meno rischiose.

### Sindrome da secondo impatto
La "sindrome da secondo impatto", descritta per la prima volta da Saunders e Harbaugh nel 1984, in cui il cervello si ingrossa pericolosamente dopo un colpo minore, può verificarsi in casi molto rari. La condizione può svilupparsi nelle persone che ricevono un secondo trauma successivo di alcuni giorni o settimane a una commozione cerebrale, prima che i suoi sintomi siano scomparsi. Non vi sono certezze sulla fisiologia di questa, spesso fatale, complicanza, ma comunemente si ritiene che l'ingrossamento si verifichi poiché le arteriole del cervello perdono la capacità di regolare il loro diametro, causando una perdita di controllo sul flusso sanguigno cerebrale. Con l'estendersi della tumefazione, anche la pressione intracranica aumenta rapidamente. Può verificarsi erniazione del cervello e il tronco cerebrale può smettere di funzionare entro cinque minuti. Tranne nel pugilato, tutti i casi conosciuti si sono verificati in atleti sotto i 20 anni di età. A causa del numero molto limitato di casi documentati la diagnosi è controversa, ed esistono dubbi circa la sua validità.

## Prevenzione
Casi di commozione cerebrale possono essere evitati tramite l'adozione di misure di prevenzione a carattere generale, quali l'utilizzo di cinture di sicurezza e l'installazione degli airbag nelle automobili. Gli anziani possono ridurre il rischio di caduta mantenendo in ordine le stanze dove si muovono e indossando scarpe sottili, piatte, con suole dure che non interferiscano con l'equilibrio.
Dispositivi di protezione, come ad esempio caschetti, si sono dimostrati utili nel ridurre i casi di commozione cerebrale negli atleti, e i progressivi miglioramenti nella loro progettazione potranno presumibilmente diminuire ulteriormente il numero e la gravità dei casi. La nuova tecnologia "Head Impact Telemetry System" viene utilizzata nei caschi per studiare i meccanismi delle lesioni e può fornire dati che potenzialmente possono contribuire a ridurre il rischio di traumi tra i giocatori di football americano.